# (645) Agrippina
(645) Agrippina ist ein Asteroid des Hauptgürtels, der am 13. September 1907 vom US-amerikanischen Astronomen Joel H. Metcalf aus Taunton entdeckt wurde.
Der Asteroid ist mit einem römischen Namen bezeichnet, den viele Damen im Alten Rom trugen.